# Шахинер, Омер Али
Омер Али Шахинер (тур. Ömer Ali Şahiner; 2 января 1992, Эрегли) — турецкий футболист, полузащитник клуба «Коньяспор».

## Клубная карьера
Омер Али Шахинер начинал свою профессиональную карьеру футболиста, выступая в турецкой Второй лиге за команду «Конья Шекерспор». 31 марта 2012 года он сделал хет-трик в гостевом поединке против «Коджаэлиспора». В конце того же года Шахинер перешёл в клуб Первой лиги «Коньяспор», вместе с которым он по итогам сезона 2012/13 вышел в Суперлигу. 17 августа 2013 года он дебютировал в главной турецкой лиге, выйдя на замену после перерыва в домашнем поединке против «Фенербахче». 2 декабря того же года Шахинер впервые забил на высшем уровне, открыв счёт в домашнем матче с «Ризеспором». 11 сентября 2016 года он в течение 6 минут сделал дубль в гостевой игре с «Антальяспором».